# Drosophila seriema
Drosophila seriema este o specie de muște din genul Drosophila, familia Drosophilidae, descrisă de Tidon-sklorz și Sene în anul 1995. Conform Catalogue of Life specia Drosophila seriema nu are subspecii cunoscute.